# Unterseeboot 291
Le Unterseeboot 291 (ou U-291) est un sous-marin allemand (U-Boot) de type VII.C utilisé par la Kriegsmarine (marine de guerre allemande) pendant la Seconde Guerre mondiale.

## Historique
Mis en service le 4 août 1943, l'Unterseeboot 291 passe sa période d'entraînement initial à Pillau dans la 21. Unterseebootsflottille jusqu'au 30 août 1943, puis l'U-291 devient un sous-marin d'essai au sein de la 23. Unterseebootsflottille à Danzig. Au 1er juillet 1944, l'U-2901 est affecté à la formation des membres d'équipage et est affecté à la 21. Unterseebootsflottille à Pillau, puis à partir du 1er mai 1945 à la 31. Unterseebootsflottille à Hambourg.
Bateau d'entrainement et d'essais, l'U-291 n'effectue aucune patrouille de guerre.
L'U-Boot capitule à Cuxhaven le 5 mai 1945.

Par la suite, il est convoyé de Wilhelmshaven à Loch Ryan en Écosse pour l'opération alliée de destruction massive d'U-Boote, le 24 juin 1945.
Le 20 décembre 1945, l'U-291 est coulé par les canons du HMS Onslaught au large de l'Irlande du Nord à la position géographique de 55° 50′ N, 9° 08′ O.

## Affectations successives
- 21. Unterseebootsflottille à Pillau du 4} au 31 août 1943 (entrainement)
- 23. Unterseebootsflottille à Danzig du 1er septembre 1943 au 1er juillet 1944 (U-Boot d'essai)
- 21. Unterseebootsflottille à Pillau du 1er juillet 1944 au 28 février 1945(snavire-école)
- 31. Unterseebootsflottille à Hambourg du 1er mars au 5 mai 1945 (entrainement)

## Commandement
- Hans Keerl du 4 août au 30 septembre 1943
- Oberleutnant zur See Friedrich Stege du 1er octobre 1943 au 16 juillet 1944
- Oberleutnant zur See Hermann Neumeister du 17 juillet 1944 au 5 mai 1945

Nota: Les noms de commandants sans indication de grade signifie que leur grade n'est pas connu avec certitude à notre époque (2013) à la date de la prise de commandement.

## Patrouilles
L'U-291 n'a participé à aucune patrouille durant la Seconde Guerre mondiale, ayant servi de navire d'entrainement des membres d'équipage et de navire d'essais

### Opérations Wolfpack
L'U-291 n'a pas opéré avec les Wolfpacks (meute de loups) durant sa carrière opérationnelle.

## Navires coulés
L'Unterseeboot 291 n'a ni coulé, ni endommagé de navire ennemi au cours des trois patrouilles (105 jours en mer) qu'il effectua.

### Source et bibliographie
- (en) Cet article est partiellement ou en totalité issu de l’article de Wikipédia en anglais intitulé « German submarine U-291 » (voir la liste des auteurs).
- Chris Bishop, historien militaire (trad. de l'anglais par Christian Muguet), Les sous-marins de la Kriegsmarine : 1939-1945 : le guide d'identification des sous-marins [« The spellmount submarine identification guide : Kriegsmarine U-boats 1939-1945 »], Paris, Éd. de Lodi, 2008, 192 p. (ISBN 978-2-84690-327-1, OCLC 470721805, BNF 41298980)